# Caballo blanco

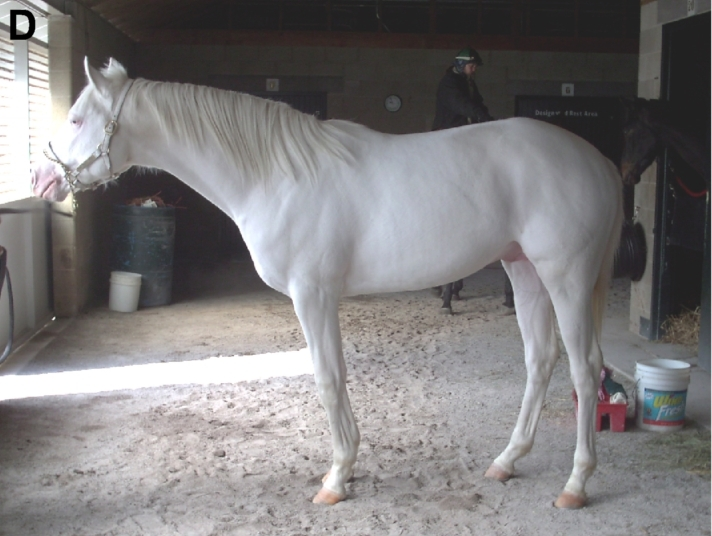
Potro tordo dominante Thoroughbred.

Los caballos blancos que nacen blancos y permanecen de dicho color toda su vida, se denominan albinos no blancos. Los caballos blancos pueden tener ojos de color marrón, azul o miel. Los caballos de color "blanco verdadero", especialmente aquellos que poseen el gen dominante blanco (W), son raros. La mayoría de los caballos que son comúnmente designados como "blancos" son en realidad caballos "grises" cuyo pelaje es completamente blanco.

## Caballos blancos verdaderos

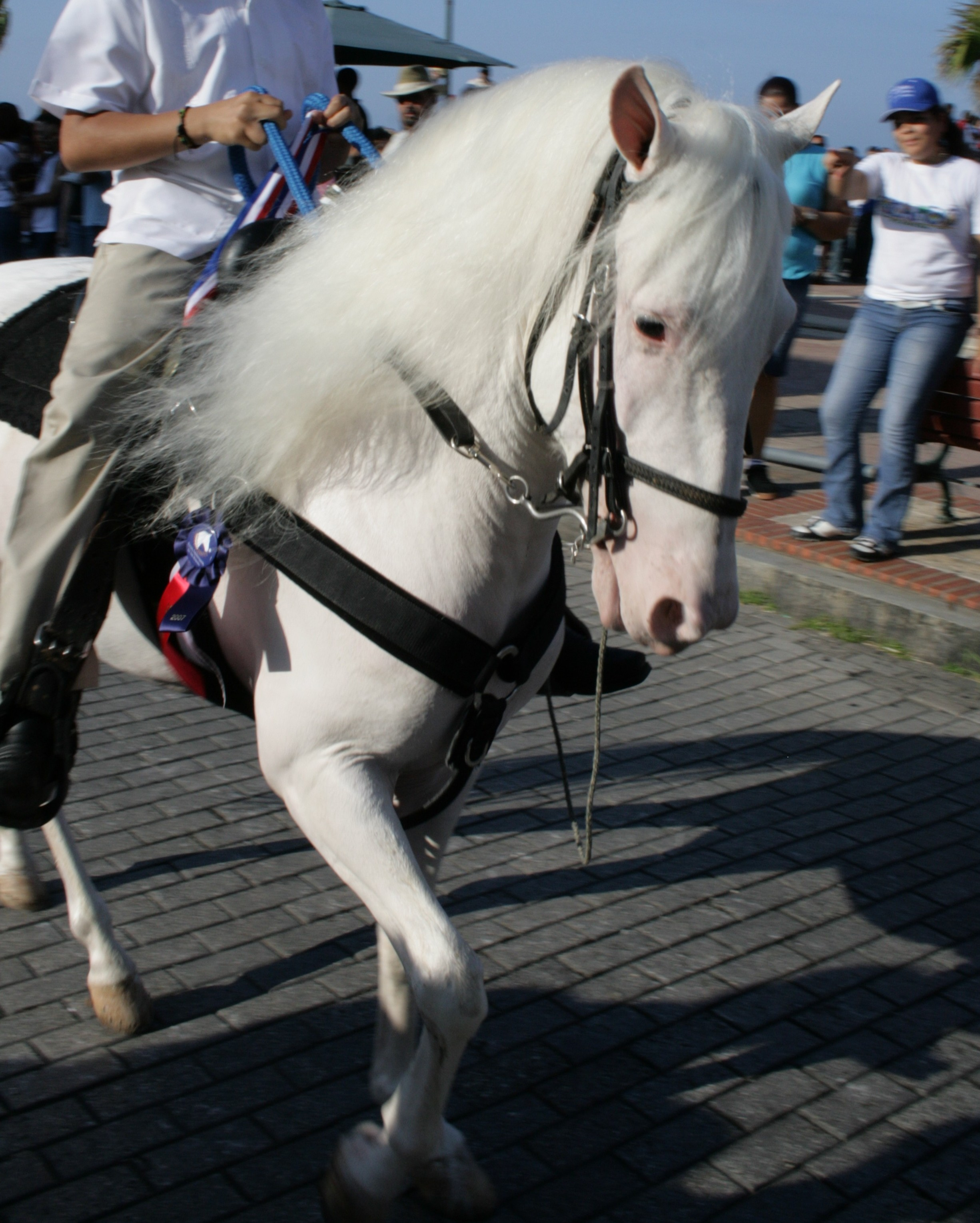
Los caballos blancos verdaderos poseen piel color rosa y pelaje blanco, muchos tienen ojos oscuros como se observa en esta fotografía.

Los caballos blancos poseen piel no pigmentada y un pelaje blanco. Muchos caballos blancos poseen ojos oscuros, aunque algunos tienen ojos azules. A diferencia de los caballos grises que nacen con la piel con pigmentos que mantienen toda su vida y pelaje pigmentado que se aclara con la edad, los caballos blancos verdaderos nacen con una piel esencialmente blanca y pelaje blanco. Algunos caballos blancos tienen una pigmentación de piel y pelo parcial. Esta pigmentación se puede o no conservar al madurar el animal, pero si se aclara, a diferencia de los grises donde sólo el pelaje se torna blanco, en un caballo blanco verdadero tanto la piel como el pelaje pierden su pigmentación. 
Las coloraciones blancas, sean marcas blancas, patrones blancos o blanco dominante son denominados en general como fenotipos depigmentados, y son todos causados por zonas de la piel que no posee células de pigmentación (melanocitos). Existen varias causas genéticas de los fenotipos depigmentados, y aquellas que han sido objeto de estudio por lo general corresponden a los genes EDNRB y KIT. Sin embargo, se sabe muy poco aún sobre la genética detrás de los fenotipos depigmentados completamente blancos.